# Lucien Huteau
Lucien Paul Noël Huteau (Parigi, 26 maggio 1878 – Ercuis, 16 febbraio 1975) è stato un calciatore francese.
In carriera giocò nel Club Français. Fu tra i 13 calciatori che rappresentarono la Francia nel torneo di calcio dell'Olimpiade 1900 di Parigi. Nelle due partite di quel torneo subì in tutto sei gol ma ciononostante la sua squadra vinse la medaglia d'argento.

## Palmarès
| Anno | Manifestazione | Sede   | Evento | Risultato | Note |
| ---- | -------------- | ------ | ------ | --------- | ---- |
| 1900 | Olimpiadi      | Parigi | Calcio | Argento   |      |